# 中川謙
中川 謙（なかがわ ゆずる）は、帝塚山学院大学元教授。元朝日新聞編集委員。静岡県伊豆の国市出身。京都大学文学部史学科卒業。

## 主な経歴
- 栄光学園中学校・高等学校卒業。
- 1968年、京都大学文学部史学科卒業後、朝日新聞社に入社。パリ支局長、外報部長、論説副主幹、編集委員を歴任。
- 1997年-2001年、朝日新聞書評委員を兼任。
- 2006年-2020年、「おはようコールABC」（朝日放送） 元コメンテーター。

## 共同での著書
- 『牛肉』（朝日新聞取材班）朝日新聞社 1978年11月
- 『ヨーロッパ社会主義はいま』朝日新聞社 1990年4月
- 『マスメディアと国際政治』（渡辺光一編）南窓者 2006年1月